# Hélder de Souza
Hélder Henrique de Souza Martins (28 de noviembre de 1901-2 de febrero de 1957) fue un jinete portugués que compitió en la modalidad de salto ecuestre. Participó en tres Juegos Olímpicos de Verano entre los años 1924 y 1948, obteniendo una medalla de bronce en París 1924 en la prueba por equipos.

## Palmarés internacional
| Juegos Olímpicos | Juegos Olímpicos | Juegos Olímpicos  | Juegos Olímpicos |
| Año              | Lugar            | Medalla           | Categoría        |
| ---------------- | ---------------- | ----------------- | ---------------- |
| 1924             | París (Francia)  | Medalla de bronce | Por equipos      |